# Arquivos da Liga das Nações
Os arquivos da Liga das Nações (ou arquivos da Sociedade das Nações) são uma coleção dos registros históricos e documentos oficiais da Liga das Nações. A coleção está guardada no Escritório das Nações Unidas em Genebra (UNOG), onde é gerenciada pela Seção de Memória Institucional (IMS) dos Arquivos da Biblioteca da ONU em Genebra. Consiste em aproximadamente 15 milhões de páginas de conteúdo e compreende quase 3 quilômetros lineares. O significado histórico dos arquivos da Liga das Nações é reconhecido pela UNESCO, tendo sido inscrito no Registro da Memória do Mundo em 2009.

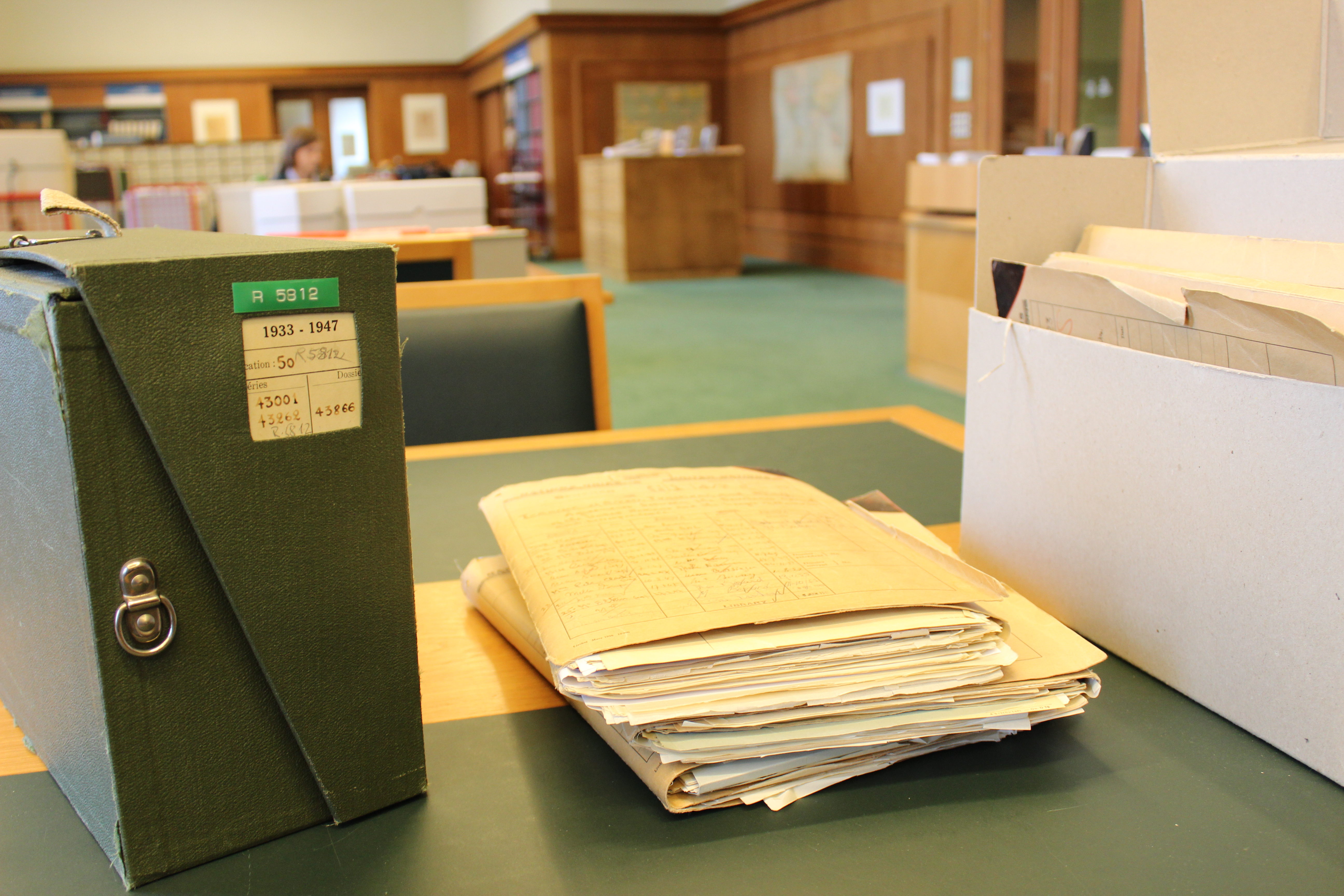
Documentos na mesa de um pesquisador na Sala John D. Rockefeller Jr. (sala de leitura da Liga das Nações e dos Arquivos das Nações Unidas em Genebra).

## História e escopo

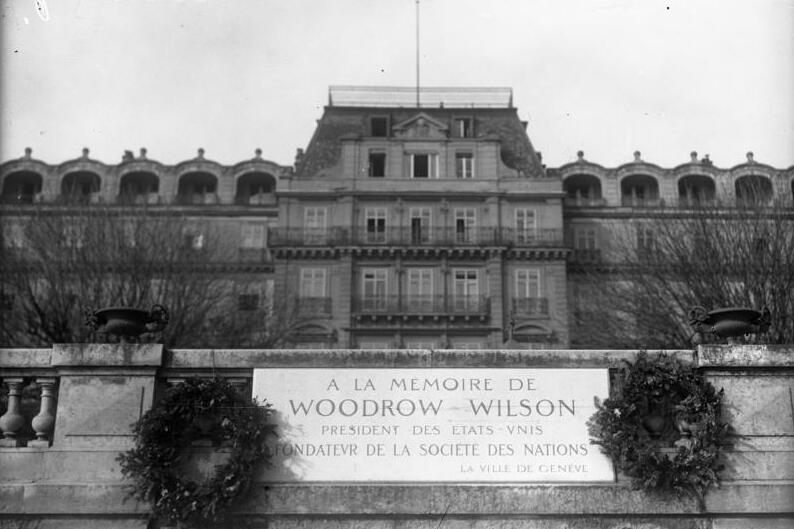
O Registro foi responsável pelo registro e processamento dos arquivos na Sede da Liga das Nações. No retrato está o Palácio Wilson, o qual serviu como Sede entre 1920-1936.

O Registro foi responsável pelo processamento e registro dos arquivos na Sede da Liga das Nações. No retrato está o Palácio Wilson, o qual serviu como Sede entre 1920-1936.
Durante sua existência (10 de janeiro de 1920 à 18 de abril de 1946), a Liga das Nações criou e armazenou registros; no entanto, seus arquivos se sobrepõem à sua fundação e dissolução, que remonta às negociações do Tratado de Versalhes em 1919 e se estende até a liquidação da Liga após seu fechamento em 1946. Em geral, a Liga mantinha registros apenas como um efeito posterior de suas funções (ou seja, sem a intenção de preservar sua história). Desde 1919, o Secretariado da Liga desenvolveu um Registro, responsável por abrir arquivos e manter registros relativos à administração, bem como aos atos oficiais da Liga, particularmente como que incorporados no funcionamento do Conselho e da Assembleia e seus comitês afiliados, comissões e conferências.
Em 1946, a recém-criada Nações Unidas recebeu os arquivos e documentos de registro da Liga. Na época, eles não eram considerados um arquivo no verdadeiro sentido do termo, e o acesso era extremamente limitado. Somente em 1956, durante a reorganização da Biblioteca da UNOG, eles foram formalmente reconhecidos como independentes da administração da ONU. No entanto, o acesso ainda era muito restrito, concedido aos pesquisadores apenas em um sistema muito rigoroso de seleção baseada em "méritos".
Em 1965, o Carnegie Endowment for International Peace (Fundo Carnegie para a Paz Internacional) se propôs a financiar um projeto para tornar os materiais da Liga acessíveis para pesquisadores. O projeto teve início em 1966 e foi concluído em 1969. O principal produto a ser entregue foi a criação da principal ferramenta de sistema de busca de arquivos (finding aid), o Répertoire Général (acessível em Links Externos), resultando na transformação dos registros e documentos da Liga em um arquivo propriamente dito. O acesso aos arquivos foi melhor definido pelas regras oficiais estabelecidas em um documento de duas páginas intitulado "Acesso aos arquivos da Liga das Nações", publicado no boletim do Secretário-Geral em 1969.

## Estrutura
Os arquivos da Liga das Nações são uma coleção histórica dos Arquivos das Nações Unidas em Genebra. São organizados de acordo com as seções administrativas que existiam durante a época da Liga das Nações, como a Seção de Mandatos, que se concentrava na administração dos territórios sob o sistema de mandatos criado pelo Tratado de Versalhes.

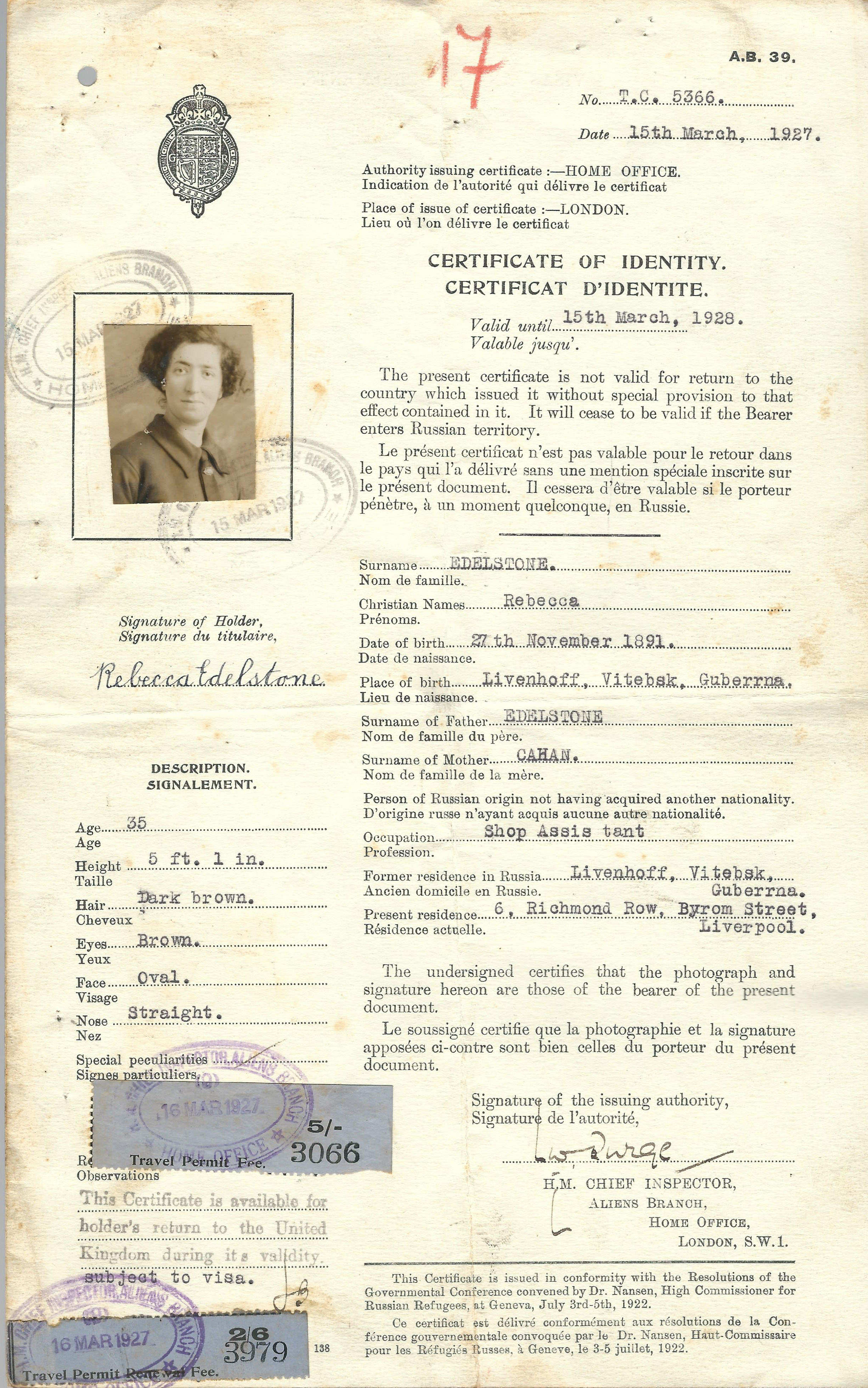
O Nansen Fonds dos Arquivos da Liga das Nações é um híbrido do grupo de arquivos do Secretariado e dos Fundos Externos. É nomeado em homenagem a Fridtjof Nansen, que enquanto Alto Comissário para Refugiados da Liga das Nações, inventou o Passaporte Nansen (foto).

Os arquivos estão divididos em dois segmentos principais: o grupo de arquivos do Secretariado e os Fundos Externos. O Nansen Fonds (também conhecido como "Grupo de arquivos misto de refugiados") é a única seção considerada híbrida desses dois segmentos.

### O grupo de arquivos do Secretariado
O grupo de arquivos do Secretariado abrange arquivos que foram produzidos ou recebidos na Sede da Liga das Nações em Genebra. Consiste nos arquivos estabelecidos pelo Registro ou nos arquivos gerados por certas seções da Liga. Estes são conhecidos como arquivos de Registro e arquivos de Seção, respectivamente.

#### O Registro
O Registro era a função centralizada do Secretariado que indexava e processava a maioria dos arquivos da Liga das Nações de acordo com as regras oficiais. Os arquivos do Registro são organizados em três períodos cronológicos diferentes: 1919-1927, 1928-1932 e 1933-1946.

#### Arquivos de Seção
Os arquivos de seção foram criados espontaneamente e desenvolvidos livremente pelas seções específicas (por exemplo, Seção Econômica e Financeira, Seção de Mandatos, etc.). Consequentemente, eles não têm "verdadeira história oficial". Devido à sua separação do Registro, os arquivos de seção foram organizados por sua respectiva seção. Portanto, os arquivos de seção tendem a ser menos organizados que os arquivos do Registro.

### Fundos Externos
Os Fundos Externos são grupos de arquivos de origem externa, o que significa que foram coletados fora do Secretariado. Eles foram definidos e controlados pelas instituições específicas que os criaram. Exemplos incluem a Comissão Administrativa do Território da Bacia do Sarre e os arquivos do escritório da Liga em Berlim.

### Coleções
Além dos dois segmentos principais, os arquivos da Liga também contêm "Coleções", que são grupos de materiais agrupados independentemente da administração da Liga. O grupo principal desse tipo é conhecido como a coleção de "documentos" da Liga.

## Arquivos destruídos ou perdidos
Partes dos arquivos da Liga das Nações foram destruídas em momentos diferentes por diferentes razões. Os arquivos de seções, por exemplo, não estavam necessariamente sujeitos às regras do Registro, e isso geralmente resultava em seções destruindo registros por razões de conveniência administrativa. Em outras ocasiões, a destruição foi a consequência da situação de guerra. As perdas mais graves são as de alguns arquivos de seções posteriores e os documentos dos dois primeiros Secretários-Gerais.
Muitos fundos externos foram perdidos, danificados por causa da guerra e/ou destruição sistemática. Até o momento, o número exato de arquivos ausentes é desconhecido.

## Projeto de Acesso Digital Total aos Arquivos da Liga das Nações (LONTAD)
Em 2017, a Biblioteca da UNOG lançou o Projeto de Acesso Digital Total aos Arquivos da Liga das Nações (LONTAD), com a intenção de preservar, digitalizar e fornecer acesso on-line aos arquivos da Liga das Nações. Seu objetivo fundamental é modernizar o acesso aos arquivos para pesquisadores, instituições de ensino e público em geral.